# Cantó de Boissy-Saint-Léger
Boissy-Saint-Léger fou cantó francès al districte de Créteil (departament de Val-de-Marne) que incloïa els comuns de Boissy-Saint-Léger (cap de cantó) i Limeil-Brévannes. Va desaparèixer al 2015 i el seu territori es va repartir entre els cantons de Plateau briard i Villeneuve-Saint-Georges.
| Data d'elecció                           | Identitat                  | Partit                       | Qualitat |
| ---------------------------------------- | -------------------------- | ---------------------------- | -------- |
| 1945-1949                                | Louis Gauthier             | PCF                          |          |
| 1949-1955                                | Antoine Boutonnat          | RPF, després RS              |          |
| 1955-1964                                | Olivier Lefèvre d'Ormesson | CNIP                         |          |
| 1964-1967                                | Paul Redon                 | Divers droite                |          |
| 1967-1985                                | Jean-Marie Poirier         | UDR, després RI, després UDF |          |
| 1985-1994                                | Gérard Bessière            | RPR                          |          |
| 1994-2008                                | Roger Guillemard           | PS                           |          |
| 2008-                                    | Joseph Rossignol           | PG                           |          |
| les dades anteriors no són pas conegudes |                            |                              |          |
|                                          |                            |                              |          |

| A partir de 1990: població sense dobles comptes |